# Numan Çürüksu
Numan Çürüksu (sinh 2 tháng 12 năm 1984 tại Trabzon) là một cầu thủ bóng đá Thổ Nhĩ Kỳ thi đấu cho Osmanlıspor.
Numan ra mắt bóng đá chuyên nghiệp vào năm 2006 khi là một phần của Sürmenespor.